# Acantholeria moscowa
Acantholeria moscowa Garrett, 1925 è un dittero appartenente alla famiglia Heleomyzidae.